# Proyecto Conga
Conga fue un proyecto que contemplaba la construcción de dos tajos, una sobre una laguna, ubicadas en las provincias de Cajamarca y Celendín en el departamento de Cajamarca, en el norte de Perú.
La mina contendría más de 6 millones de onzas de oro, cuya inversión se estimó en unos US$ 4.800 millones.
La administración del proyecto Conga está a cargo de la sociedad anónima Minera Yanacocha constituida por las empresas: Newmont Mining Corporation, Compañía de Minas Buenaventura y Corporación Financiera Internacional (rama de préstamos privados del Banco Mundial) cuya participación en la sociedad es de un 51.35%, 43.63% y 5% de las acciones, respectivamente.
Se esperaba que rindiera 680,000 onzas de oro y 235 millones de libras de cobre por año durante los primeros cinco años.

## Historia
En 2008, tras una estrategia de comunicación y proyectos de desarrollo en la región financiados por la empresa Yanacocha, 32 comunidades cajamarquinas aprobaron el estudio de impacto ambiental (EIA) propuesto.
El 27 de octubre de 2010, con Resolución Directoral 351-2010-MEM/AAM se aprueba el estudio de impacto ambiental en el gobierno de Alan García. En 2011 el EIA fue suspendido.
En el año 2011 se paralizó la construcción del proyecto minero Conga, en Cajamarca, a pesar de que la empresa concesionaria, Yanacocha había estado cumpliendo con todos los requisitos legales. Incluso ya tenía un estudio de impacto ambiental aprobado un año antes, y estaba en coordinaciones con el entonces gobernador regional de Cajamarca para iniciar la construcción del proyecto. 

### Conflicto minero de Conga
El 4 de julio de 2012, el gobierno de Ollanta Humala declaró el estado de emergencia en las provincias de Celendín, Hualgayoc y Cajamarca, debido a las protestas masivas contra el proyecto minero, al grito de "¡Conga no va!", y la muerte de manifestantes. El 3 de septiembre, se levantó el estado de emergencia. En represalia a las protestas, la minera Yanacocha anunció despidos masivos debido a la "disminución de la producción". Por su parte, las asociaciones en contra del proyecto continuaron sus movilizaciones.
El 29 de noviembre, Yanacocha anuncia la suspensión las actividades del proyecto.
En 2012, las ONG inicia una demanda para cancelar las licencias.
El 18 de abril de 2012, se publica el peritaje al estudio de impacto ambiental.
El mayo de 2014, la Comisión Interamericana de Derechos Humanos rechaza la medida cautelar sobre las licencias y derechos para la ejecución el proyecto minero.
El 5 de agosto de 2014, el Juzgado Unipersonal de Celendín ordenó dos años y ocho meses de pena privativa de la libertad suspendida a Máxima Acuña Atalaya, Jaime Chaupe Lozano, Elías Abraham Chávez Rodríguez e Isidora Chaupe Acuña por el delito de usurpación de un terreno de 30 hectáreas cerca al área del proyecto, sin embargo, la Sala Penal de Apelaciones de Cajamarca ordenó en diciembre la absolución.
El 18 de abril de 2016, Máxima Acuña recibe el Premio Medioambiental Goldman por su defensa del medio ambiente.
Finalmente el proyecto ha sido temporalmente suspendido hasta que se apruebe su ejecución; no obstante, aunque el proyecto no ha entrado en explotación, aún se hacen estudios geológicos en el área, y también todas las vías que pasan por ahí han sido bloqueadas, y solo es posible pasar con permiso previo de la empresa minera.

## Impacto del proyecto

### Impacto social

#### Crítica general
En el 2012, una encuesta realizada en Cajamarca por Ipsos Apoyo mostró un 78% de las preferencias en contra de ejecutar el proyecto Conga. En el 2014, una encuesta realizada por GfK Perú a nivel nacional mostró un 49% de las preferencias a favor de ejecutar el proyecto Conga.

#### Declaraciones en contra del proyecto
En el año 2011, los grupos que se oponían al proyecto fueron los siguientes: el primer grupo, y el más importante, estaba conformado por las Rondas Campesinas de los centros poblados, distritos y provincias de la Región Cajamarca, quienes tenían una resistente oposición mucho antes de los hechos acaecidos en noviembre de 2011.
El segundo grupo, no menos importante, tuvo como integrantes a todas las organizaciones de ciudadanos de los centros poblados, distritos y provincias afectados, entre los que destacan el Frente de Defensa de la Provincia de Bambamarca, la Plataforma Interinstitucional Celendina (PIC), la Organización No Gubernamental (ONG) “GRUFIDES”, el Frente de Defensa de Cajamarca, entre otras organizaciones que apoyaron a las Rondas Campesinas y a la población del área de influencia del proyecto, quienes se oponían al desarrollo del proyecto minero. Finalmente, el último grupo estaba conformado por todos los ciudadanos que percibían que la lucha de los pobladores de las zona de influencia era justa y debía apoyarse, con los objetivos de que los directivos de Yanacocha acepten sus responsabilidades por todos los actos cometidos en el pasado y evitar que la minera expanda sus actividades.
Gregorio Santos, Presidente regional de Cajamarca (2010-2014), se manifestó en contra del proyecto Conga.

#### Declaraciones a favor del proyecto
La Sociedad Nacional de Minería, Petróleo y Energía (SNMPE) manifestó a favor al proyecto Conga.
José Luis Barranzuela Queneche, profesor de la Facultad de Ingeniería de la Universidad de Piura y experto en temas de minería, manifestó que “el proyecto Conga es un paso importante para el Perú, a pesar de la fuerte oposición”  y “que no sería prudente desecharlo sin antes saber qué se quiere hacer y cómo se va a ejecutar”.

### Impacto económico
Un estudio realizado por la Knight Piésold Consulting que indica que habría el incremento de ingresos tanto por canon como regalías, incremento en los ingresos vinculados a la minería e incremento de la generación de empleos, a costa de un severo impacto ambiental.
Diego Macera, gerente general del IPE, indica que si el proyecto minero Conga no se hubiese paralizado, la región hubiera percibido una inversión directa de 4800 millones de dólares y el Estado hubiera recibido más de 200 millones anuales en tributos, entre los años 2011 y 2014.

### Impacto ambiental
Según un peritaje paralelo, la ejecución del proyecto contaminará los recursos acuíferos de Cajamarca. En el 2012, la OEFA sancionó a la minera Yanacocha por vulnerar la normativa ambiental e incumplir el Estudio de Impacto Ambiental Semi detallado del proyecto Conga.
La implementación de un proyecto minero en este contexto, implica no solamente la alteración de las lagunas como reguladoras naturales de agua, sino también la alteración de acuíferos y del suelo, en superficies y volúmenes enormemente significativos (alrededor de 500 metros de profundidad y en un área de varios miles de hectáreas).